# Duellomacchina
Duellomacchina (The Dueling Machine) è un romanzo di fantascienza dello scrittore statunitense Ben Bova pubblicato nel 1969.
Il romanzo, considerato uno delle prime opere con temi cyberpunk, descrive una macchina capace di ricreare un mondo virtuale nel quale due avversari possono sfidarsi a duello senza conseguenze nel mondo reale.
Il romanzo è l'ampliamento di un precedente omonimo racconto scritto da Ben Bova con la collaborazione di Myron R. Lewis e pubblicato nel 1963 sulla rivista di fantascienza Analog Science Fiction and Fact. L'opera appartiene alla serie The Watchmen, cui appartengono oltre che lo stesso Duellomacchina, i precedenti romanzi Conquistatori di stelle (The Star Conquerors) del 1959 e Star Watchman del 1964.

## Storia editoriale
L'idea ispiratrice dell'opera venne a Ben Bova e a Myron R. Lewis, suo collega presso un laboratorio di ricerca, l'Avco Everett Research Laboratory in Massachusetts: i due facevano parte della squadra di scherma aziendale e, durante un allenamento in un parcheggio di Boston, discutevano sull'ipotetica possibilità di creare una macchina che potesse far fronteggiare due avversari in un duello virtuale. Decisero quindi di sviluppare l'idea in un racconto che fu pubblicato nel numero di maggio del 1963 della rivista Analog Science Fiction and Fact e firmato congiuntamente. Alcune delle idee sviluppate nel racconto, tra l'altro, derivano dal precedente racconto di Ben Bova The Next Logical Step pubblicato anch'esso su Analog nel maggio dell'anno precedente; in quest'ultima opera l'autore immagina una macchina capace di riprodurre scenari di guerra nella mente dei giocatori.
Anni dopo l'opera viene ampliata da Ben Bova fino ad assumere la struttura e la lunghezza adatta a un romanzo, pubblicato nel 1969 con lo stesso titolo The Dueling Machine e con il sottotitolo The Perfect Warrior.

## Trama
(Ben Bova, Duellomacchina)
L'universo conosciuto è diviso tra cinque alleanze: l'Ammasso d'Acquaitainia, i Mondi Kerak, la Lega di Szarno, il Dominio di Etra e la Federazione Terrestre.
L'invenzione di una macchina capace di far fronteggiare due litiganti in un mondo virtuale e di farli  duellare tra di loro all'ultimo sangue senza reali conseguenze nel mondo reale, ha estinto la maggior parte delle pulsioni violente; tale apparecchio, ideato dall'eclettico scienziato Albert Robertus Leoh, prende il nome di "Duellomacchina" e viene utilizzato per risolvere ogni tipo di lite, anche per futili motivi.
Kanus, il dittatore dei Mondi Kerak, vuole estendere il suo potere ma dopo aver subito anni prima una schiacciante sconfitta contro l'Ammasso d'Acquaitainia, decide di indebolire prima questa alleanza prima di sferrare un attacco. Il piano prevede di sfidare le maggiori cariche politiche di Acquaitainia a duello nella duellomacchina e di ucciderli non solo nello scontro virtuale ma anche nel mondo reale impiegando nel duello i poteri telepatici di Par Odal, un ufficiale delle forze armate di Kerak. L'imbroglio riesce e durante successivi duelli cade in coma Emile Dulaq, primo ministro dell'Ammasso Acquaitainia, successivamente muore anche il suo facente funzioni, Fernd Massan. L'inventore della duellomacchina viene presto contattato per scoprire il motivo per cui l'apparecchiatura, notoriamente inoffensiva, è diventata una trappola letale. Contemporaneamente la Federazione Terrestre, preoccupata per le mire espansionistiche dei mondi Kerak, incarica un suo ufficiale della Guardia Spaziale, il giovane sottotenente Hector, di  proteggere il professore Leoh e di collaborare con lui per scoprire eventuali sabotaggi della duellomacchina.
Nel frattempo, grazie all'eliminazione di figure chiave nel governo della Lega di Szarno, eliminazione ottenuta con l'impiego della duellomacchina, Kanus riesce ad annettere ai Mondi Kerak, tutti i pianeti szarniani. Il dittatore, però, preoccupato che Leoh riesca a smascherare l'imbroglio, ordina a Odal di sfidare lo scienziato a duello con l'idea di ucciderlo. Hector si intromette tra i due durante il pretestuoso litigio e sfida a sua volta Odal per dare tempo a Leoh di scoprire la tecnica con la quale i kerakiani riescono a uccidere gli avversari durante gli scontri virtuali. Per ottenere degli indizi Leoh convince la recalcitrante figlia del primo ministro acquaitainiano, Geri Dulaq, affinché permetta di analizzare la mente del padre in coma a seguito del primo scontro con Odal. Le analisi condotte sono fatali per Emile Dulaq ma lo scienziato Leoh scopre l'inganno. Il maggiore kerakiano, grazie ai poteri telepatici di cui è dotato, nel mondo virtuale si collega a complici esterni per sopraffare mentalmente l'avversario che rimane vittima dello shock subito. La scoperta permette a Hector di affrontare Odal senza rimanere ucciso nello scontro. Nel frattempo Hector e Geri si scoprono innamorati l'uno dell'altra.
Durante i controlli della duellomacchina Leoh intuisce che l'apparecchiatura può essere impiegata come teletrasporto e sia l'Ammasso di Acquaitainia che i Mondi Kerak iniziano a sviluppare la scoperta per scopi bellici. Odal viene usato dal folle Kanus come cavia per mettere a punto un efficiente teletrasporto e, durante uno degli esperimenti, si trova proiettato nell'Ammasso di Acquaitinia al posto di Hector che ne prende il posto nei Mondi Kerak. La Guardia Spaziale interviene decisamente per ottenere la liberazione dell'ostaggio e appoggia segretamente il dissidente Ministro degli affari esteri dei Mondi Kerak, Romis, nelle sue trame contro il dittatore. Grazie all'intervento di Odal e all'impiego della duellomacchina come teletrasporto, la Guardia Spaziale effettua un blitz nel mondo nemico a seguito del quale Hector viene liberato, Kanus esautorato dal potere e Romis insediato al suo posto.
Odal impara dalla vicenda il valore dell'amicizia nei confronti di Hector, del quale ha avuto modo di apprezzare la lealtà. Al termine della vicenda Geri perdona Odal per l'assassinio del padre e si sposa con il sottotenente Hector, nel frattempo promosso tenente dallo stesso Harold Spencer, Comandante in capo della Guardia Spaziale.

## Personaggi
HectorSottotenente della Guardia Spaziale, impacciato e goffo ma dall'animo generoso e dootato di grande coraggio. Appena dimesso dall'Accademia militare, dopo quattro anni di corso, gli viene assegnata la missione di proteggere il professore Leoh e di collaborare con lui per la difesa di Acquaitainia contro le mire di conquista dei Mondi Kerak.
Emile DulaqPrimo ministro dell'Ammasso Acquaitainia, sfidato a duello da Odal nella duellomacchina, viene sconfitto, entrando inspiegabilmente in coma.
Fernd MassanFacente funzioni di primo ministro dell'Ammasso di Acquaitainia dopo la morte di Emile Dulaq. Sfidato a duello da Odal, perde anch'egli la vita nella duellomacchina.
Albert Robertus LeohLo scienziato inventore della duellomacchina.
Harold SpencerComandante in capo della Guardia Spaziale della Federazione Terrestre.
Geri DulaqLa figlia del Primo ministro di Acquaitainia, innamorata di Hector.
Par OdalMaggiore delle forze armate dei Mondi Kerak, usa illegalmente e segretamente i suoi poteri telepatici per volgere a proprio vantaggio gli esiti dei combattimenti nella duellomacchina.
KanusIl dittatore dei Mondi Kerak, è a capo di un regime di terrore. Assetato di potere, aspira alla conquista dei mondi delle altre alleanze.
KorCapo dei servizi segreti dei Mondi Kerak e diretto superiore di Odal.
RomisMinistro degli affari esteri dei Mondi Kerak, già al governo prima dell'ascesa al potere di Kanus che detesta.

## Edizioni
- (EN) Ben Bova, The Dueling Machine, 1ª ed., Holt, Rinehart and Winston, 1969,  p. 247, ISBN 978-0-03-081492-1.
- Ben Bova, Duellomacchina, Collana Urania n.558, Mondadori, 1971,  p. 192.
- Ben Bova, Duellomacchina, Collana Urania n.941, Mondadori, 1983,  p. 168.